# 国民連合 (ノルウェー)
国民連合（こくみんれんごう、ノルウェー語: Nasjonal Samling）は、1933年から1945年の間に存在した、ノルウェーのファシズム政党。国家統一（こっかとういつ）とも。
農民党所属の国防相ヴィドクン・クヴィスリングが、党の柔軟路線に飽き足らなくなり1933年に創設した。政治目標として反共主義、政党廃止、階級闘争の排除、協調組合国家の建設などを掲げており、独自の攻撃部隊を抱え、党員にはそろいの制服を着用させ、ナチスの要人とも密接な関係にあった。経済危機、共産主義に対する恐怖、議会制民主主義に対する不満から、創設直後の総選挙では2万票を得たが、国内の人気はなく、3年後の総選挙では下回った。
1940年からのドイツ軍占領下でも国内は、政界と官界の運営委員会が統治し、ノルウェー唯一の合法政党になっただけだった。しかし、公務員は失業を恐れて党員になり、多くの志願兵を東部戦線に送った。1942年にクヴィスリングが首相となると対独協力を推し進め、ファシズムの確立を目指したが、国民はボイコット、ストライキ、レジスタンス活動で抵抗し、弾圧するもうまくいかなかった。戦況が悪化するにつれ弱体化し、1945年のドイツ軍の降伏により党は消滅、党首のクヴィスリングは処刑された。